# Zouhair Seghaier
Zouhair Seghaier (...) è un lottatore tunisino, specializzato nella greco-romana e libera. È stato campione continentale ai Giochi panafricani di Nairobi 1987 nella lotta libera -90 kg, nella stessa edizione ha vinto anche l'argento nel torneo dei lotta greco-romana -90 kg,
Ai Giochi del Mediterraneo di Laodicea 1987 ha vinto l'argento nella lotta libera -90 kg. 

## Palmarès
- Giochi panafricani

Nairobi 1987: oro nella lotta libera -62 kg; argento nella lotta greco-romana -90 kg;
- Giochi del Mediterraneo

Laodicea 1987: argento nella lotta libera -90 kg;
- Campionati africani

Nabeul 1981: bronzo nella lotta libera -82 kg;
Casablanca 1982: argento nella lotta libera -82 kg;
Alessandria d'Egitto 1984: argento nella lotta libera -90 kg; bronzo nella lotta greco-romana -90 kg;
Tunisi 1988: argento nella lotta libera -90 kg;
Il Cairo 1989: bronzo nella lotta libera -90 kg; bronzo nella lotta greco-romana -90 kg;
- Giochi panarabi

Rabat 1985: argento nella lotta libera -90 kg;
- Campionati arabi

Casablanca 1983: argento nella lotta libera -82 kg;